# Amy Charles
Amy Charles (Cardiff, 4 luglio 1970) è una showgirl e cantante britannica.

## Biografia
Ha partecipato per diverse stagioni al celebre programma televisivo Colpo Grosso andato in onda in Italia in seconda serata sulla syndication Italia 7 nel periodo a cavallo tra la fine degli anni ottanta e l'inizio degli anni novanta, affiancando il conduttore Umberto Smaila. Originaria di Cardiff, si è fatta notare e apprezzare dal pubblico televisivo per le sue forme prorompenti, il carattere mite e riservato e le buone doti canore che ha avuto modo di esibire all'interno dello stesso programma. Negli anni successivi alla chiusura della trasmissione ha tentato la carriera di cantante, incidendo svariati singoli come Weekend, Gimme Some e Iko Iko, brani dance spesso inseriti in raccolte di musica di genere. Ha lavorato anche per la BBC, per la quale ha condotto un programma intitolato In Full View. Vive e lavora a Cardiff.

## Discografia

### Singoli
- 1992 – No More Tears (Enough Is Enough)
- 1992 – Weekend
- 1994 – Iko Iko
- 1995 – Gimme Some
- 1997 – Love of the Common People
- 1997 – Heart' N' Soul
- 2008 – Sometimes
- 2008 – A Little Bit